# Freestyle-Skiing-Weltmeisterschaften 2001
Die 9. Freestyle-Skiing-Weltmeisterschaften fanden vom 17. bis 21. Januar 2001 in Whistler in Kanada statt.

## Männer

### Moguls
| Platz | Land       | Sportler                  |
| ----- | ---------- | ------------------------- |
| 1     | Finnland   | Mikko Ronkainen           |
| 2     | Frankreich | Pierre-Alexandre Rousseau |
| 3     | Kanada     | Stéphane Rochon           |
| 4     | Frankreich | Richard Gay               |
| 5     | Frankreich | Grégory Lecaillon         |
| 6     | USA        | Evan Dybvig               |
| 7     | Finnland   | Jari Savolainen           |
| 8     | USA        | Toby Dawson               |
| 9     | Frankreich | Cédric Regnier-Lafforgue  |
| 10    | USA        | Alex Wilson               |

Datum: 19. Januar 2001

### Aerials
| Platz | Land    | Sportler                |
| ----- | ------- | ----------------------- |
| 1     | Belarus | Aljaksej Hryschyn       |
| 2     | Belarus | Dsmitryj Daschtschynski |
| 3     | USA     | Joe Pack                |
| 4     | USA     | Eric Bergoust           |
| 5     | USA     | Corey Hacker            |
| 6     | USA     | Jerry Grossi            |
| 7     | Kanada  | Steve Omischl           |
| 8     | Kanada  | Jeff Bean               |
| 9     | China   | Ou Xiaotao              |
| 10    | Belarus | Dsmitryj Rak            |

Datum: 20. Januar 2001

### Dual Moguls
| Platz | Land        | Sportler        |
| ----- | ----------- | --------------- |
| 1     | Frankreich  | Stéphane Yonnet |
| 2     | Schweden    | Patrik Sundberg |
| 3     | Frankreich  | Johann Grégoire |
| 4     | Finnland    | Mikko Ronkainen |
| 5     | Finnland    | Janne Lahtela   |
| 6     | Australien  | Adrian Costa    |
| 7     | Kanada      | Jim Schiman     |
| 8     | Deutschland | Grischa Weber   |
| 9     | USA         | Ryan Riley      |
| 10    | Kanada      | Stéphane Rochon |

Datum: 21. Januar 2001

## Frauen

### Moguls
| Platz | Land       | Sportlerin     |
| ----- | ---------- | -------------- |
| 1     | Norwegen   | Kari Traa      |
| 2     | Australien | Maria Despas   |
| 3     | Japan      | Aiko Uemura    |
| 4     | Schweiz    | Corinne Bodmer |
| 5     | Frankreich | Sandra Laoura  |
| 6     | Finnland   | Minna Karhu    |
| 7     | Kanada     | Jennifer Heil  |
| 8     | USA        | Shannon Bahrke |
| 9     | USA        | Jillian Vogtli |
| 10    | Japan      | Tae Satoya     |

Datum: 19. Januar 2001

### Aerials
| Platz | Land       | Sportlerin          |
| ----- | ---------- | ------------------- |
| 1     | Kanada     | Veronika Bauer      |
| 2     | Schweiz    | Michèle Rohrbach    |
| 3     | Kanada     | Deidra Dionne       |
| 4     | Schweiz    | Evelyne Leu         |
| 5     | USA        | Kelly Hilliman      |
| 6     | Australien | Jacqui Cooper       |
| 7     | China      | Xu Nannan           |
| 8     | Schweden   | Liselotte Johansson |
| 9     | China      | Wang Jiao           |
| 10    | Belarus    | Ala Zuper           |

Datum: 20. Januar 2001

### Dual Moguls
| Platz | Land       | Sportlerin        |
| ----- | ---------- | ----------------- |
| 1     | Norwegen   | Kari Traa         |
| 2     | Schweiz    | Corinne Bodmer    |
| 3     | Kanada     | Tami Bradley      |
| 4     | Japan      | Aiko Uemura       |
| 5     | Kanada     | Sylvia Kerfoot    |
| 6     | USA        | Ann Battelle      |
| 7     | Japan      | Tae Satoya        |
| 8     | USA        | Jillian Vogtli    |
| 9     | Österreich | Margarita Marbler |
| 10    | Finnland   | Minna Karhu       |

Datum: 21. Januar 2001

## Medaillenspiegel
| Platz  | Land       |   |   |   |    |
| ------ | ---------- | - | - | - | -- |
| 1      | Norwegen   | 2 | – | – | 2  |
| 2      | Frankreich | 1 | 1 | 1 | 3  |
| 3      | Belarus    | 1 | 1 | – | 2  |
| 4      | Kanada     | 1 | – | 3 | 4  |
| 5      | Finnland   | 1 | – | – | 1  |
| 6      | Schweiz    | – | 2 | – | 2  |
| 7      | Australien | – | 1 | – | 1  |
| 8      | Schweden   | – | 1 | – | 1  |
| 8      | USA        | – | – | 1 | 1  |
| 8      | Japan      | – | – | 1 | 1  |
| Gesamt | Gesamt     | 6 | 6 | 6 | 18 |